# Jasionka Trzecia
Jasionka Trzecia (dawn. Jasionka Ruska) – część wsi Jasionka w Polsce, położona w województwie lubelskim, w powiecie parczewskim, w gminie Parczew. Dawniej samodzielna wieś. W latach 1919–61 w granicach Parczewa.
Stanowi jedno z czterech skupisk osadniczych wsi Jasionka. Leży po wschodniej stronie Kanału Piskornica. Jej północnym przedłużeniem jest Kolonia Jasionka (dawny folwark), stanowiąca czwarte skupisko Jasionki, choć nazwa ta jest według państwowego rejestru nazw geograficznych zniesiona.

## Historia
W wieku XIX Jasionkę Ruską opisano jako wieś, w powiecie radzyńskim, gminie Milanów, parafii Parczew. W spisie z roku 1827 spisano tu 19 domów i 92 mieszkańców, w 1882 roku – 23 domy i 112 mieszkańców. Folwark wsi Jasionka Ruska wraz z wsiami Jasionka Ruska i Zaniówka odległe od Radzynia 23 wiorsty, od Parczewa zaś 2 wiorsty. Rozległość gruntów wynosiła 1423 mórg:, grunta orne i ogrody mórg 482, łąk mórg 157, pastwisk mórg 11, lasu mórg 730, nieużytki i place mórg 35. Budynków w folwarku z drewna 16, płodozmian 7. polowy, w okolicy pokłady torfu. Wieś Jasionka Ruska osad 16, z gruntem mórg 210, wieś Zaniówka osad 33, z gruntem mórg 677. W roku 1874 od dóbr oddzielona została nomenklatura Bierzla z gruntem mórg 220.
13 października 1919 wieś Jasionkę Ruską wyłączono z gminy Milanów i włączono do odzyskującego status miasta Parczewa. 31 grudnia 1961 Jasionkę (już jako Jasionka III) wyłączono ponownie z Parczewa i włączono do nowo utworzonej gromady Parczew.
W latach 1975–1998 miejscowość administracyjnie należała do ówczesnego województwa bialskopodlaskiego.